# Monte Wegener
Il Monte Wegener è una montagna alta 1.385 m, situata nella parte centrale dei Monti Read, che fanno parte della Catena di Shackleton, nella Terra di Coats in Antartide. 
Nel 1967 fu effettuata una ricognizione aerofotografica da parte degli aerei della U.S. Navy. Un'ispezione al suolo fu condotta dalla British Antarctic Survey (BAS) nel periodo 1968-71.
Ricevette l'attuale denominazione nel 1971 dal Comitato britannico per i toponimi antartici (UK-APC), in onore di Alfred Wegener (1880–1930), scienziato ed esploratore tedesco che sviluppò la teoria della Deriva dei continenti. Divenne professore di geofisica e meteorologia all'Università di Graz nel periodo 1924-30 e fu a capo della spedizione tedesca in Groenlandia nel 1929-30. Perse la vita nel novembre 1930 proprio durante questa spedizione.